# João II de Waldeck-Pyrmont
O conde João II de Waldeck-Pyrmont (7 de Novembro de 1623 - 10 de Outubro de 1668) foi um conde de Waldeck-Pyrmont e major-general.

## Família
João II era o décimo-quarto filho do conde Cristiano de Waldeck-Wildungen e da condessa Isabel de Nassau-Siegen. Os seus avós paternos eram o conde Josias I de Waldeck-Eisenberg e a condessa Maria de Barby-Mühlingen. Os seus avós maternos eram o conde João VII de Nassau-Siegen e a condesa Madalena de Waldeck-Wildungen.

## Casamentos
João casou-se pela primeira vez, pelo civil, no dia 27 de novembro de 1644 com Alexandra Maria de Vehlen. O casal não teve filhos. Casou-se depois no dia 10 de novembro de 1667 com a condessa Henriqueta Doroteia de Hesse-Darmstadt de quem também não teve filhos.